# Mohammad Hashem Zamani

Mohammad Hashem Zamani (pashto: محمد هاشم زماني), född 1928, död 10 juni 2005, var en framstående afghansk poet.

## Biografi
Mohammad Hashem föddes 1928 i byn Lamattak i Kunar-provinsen i Afghanistan. Han var son till Mir Zaman Khan.
Vid 16 års ålder fängslades han, tillsammans med mer än etthundra familjemedlemmar och släktingar. Han satt 13 år i fängelse i Deh Mazang-fängelset i Kabul-provinsen som politisk fånge. I fängelset träffade Zamani många inflytelserika personer: Yaqub Khan Ghond Mashar, Sarwar Joya, Dr Mahmoodi och Ferqa Mashar Ghulam Nabi Khan Charkhi. Under fängelsetiden dog 28 av Zamanis familjemedlemmar och släktingar på grund av sjukdomar och undernäring. Efter 13 års fängelseviste skickades Zamani i exil till Herat-provinsen för ytterligare åtta år.
1987 emigrerade Zamani till USA och bosatte sig i San Francisco i Kalifornien.
Trots flera hjärtattacker och ett slaganfall 1990, fortsatte Zamani att skriva.
Zamani dog vid ytterligare en hjärtattack, den 10 juni 2005, i Hayward, Kalifornien, vid en ålder av 76 år. Han är begravd i sina födelsetrakter, i Konar-provinsen.

### Publicerade böcker[3]
- Zendani Ehsaas - (زندانى احساس)
- Zendani Khaterat - (زنداني خاطرات)
- Qutbi Khirs - (قطبي خرس); Polar Bear i engelsk översättning
- Loya Qurbani - (لويه قرباني)
- Sarey Khwara Bala - (سړي خوړه بلا)
- Loya Qurbani 2 Took - (لويه قرباني ٢ ټوک)
- Khwara Golona - (خواره گلونه)
- De Azadi Armaan - (دآزادۍ آرمان)
- Rosey Khamaar - (روسي ښامار)
- Zakhmey Zra - (زخمي زړه)